# سانده
سانده (به لاتین: Sande, Møre og Romsdal) یک شهرستان نروژ در نروژ است که در مور او رومسدال واقع شده‌است.

## خصوصیات
سانده ۹۳٫۱۳ کیلومترمربع مساحت و ۲٬۶۲۸ نفر جمعیت دارد.